# Laura (Laura Pausini)
Laura è il secondo album in studio della cantante italiana Laura Pausini pubblicato il 26 febbraio 1994.
L'album vende oltre 4 milioni di copie in tutto il mondo.

## Descrizione
La pubblicazione del disco avviene in concomitanza con la partecipazione di Laura Pausini al Festival di Sanremo 1994, nel quale la cantante esordisce nella sezione Campioni dopo la vittoria dell'anno precedente tra le Novità.
Laura Pausini presentata alla kermesse canora da grande favorita, si classifica terza nella graduatoria finale.
Il brano presentato, Strani amori, viene attaccato dalla critica perché giudicato eccessivamente tradizionalista e adolescenziale e alcuni giornalisti del settore lo considerarono un pezzo banale.
All'interno del disco è incluso anche il secondo singolo estratto, Gente. Alcune tracce dell'album vengono adattate in lingua spagnola ed inserite nella versione per la Spagna ed il Sud America dell'album Laura Pausini, pubblicata nel 1994. Le stesse tracce vengono inserite in lingua originale nella versione inglese dell'omonimo album, pubblicata nel 1995.
La canzone Ragazze che, così come l'intero disco, è dedicata a Silvia Pausini, sorella della cantante.

## Tracce
- CD: 0745099557324

- MC: 0745099557348

- LP (2023): 5054197604010

Il 26 maggio 2023, in occasione dei festeggiamenti dei 30 anni di carriera dell'artista, l'album viene pubblicato per la prima volta in vinile 33 giri colorato.
1. Gente – 4:34 (testo: Cheope, Marco Marati – musica: Angelo Valsiglio)
2. Lui non sta con te – 3:48 (testo: Cheope, Marco Marati – musica: Angelo Valsiglio, Roberto Buti)
3. Strani amori – 4:16 (testo: Cheope, Marco Marati, Francesco Tanini – musica: Angelo Valsiglio, Roberto Buti)
4. Ragazze che – 4:20 (testo: Cheope, Marco Marati – musica: Angelo Valsiglio, Roberto Buti)
5. Il coraggio che non c'è – 4:38 (testo: Cheope, Marco Marati – musica: Angelo Valsiglio)
6. Un amico è così – 4:06 (testo: Cheope, Marco Marati – musica: Angelo Valsiglio, Roberto Buti)
7. Amori infiniti – 3:40 (testo: Cheope, Stefano Jurgens – musica: Angelo Valsiglio, Roberto Buti)
8. Cani e gatti – 5:05 (testo: Testo: Cheope – musica: Angelo Valsiglio, Giuseppe Carella)
9. Anni miei – 4:44 (testo: Cheope, Marco Marati – musica: Angelo Valsiglio, Salvatore Monetti)
10. Lettera – 3:45 (testo: Cheope, Marco Marati – musica: Angelo Valsiglio, Giovanni Salvatori)

## Registrazione
- Santanna Recording Studios, Castelfranco d'Emilia: registrazione e mixaggio.
- Studio Profile, Milano: masterizzazione.

## Formazione
- Laura Pausini – voce
- Riccardo Galardini – chitarra elettrica, chitarra acustica
- Simone Papi – pianoforte, programmazione
- Stefano Allegra – basso
- Gianni Salvatori – chitarra elettrica, cori, chitarra acustica
- Cesare Chiodo – basso
- Massimo Pacciani – batteria, percussioni
- Luca Signorini – sax
- Leonardo Abbate, Danilo Bastoni, Emanuela Cortesi, Silvia Mezzanotte, Cristina Montanari – cori

## Promozione
Singoli
| Titolo             | Data di uscita |
| ------------------ | -------------- |
| Strani amori       | febbraio 1994  |
| Gente              | giugno 1994    |
| Lettera            | 1994           |
| Lui non sta con te | ottobre 1994   |

Videoclip
| Titolo       | Regista           |
| ------------ | ----------------- |
| Strani amori | Marco Della Fonte |
| Gente        |                   |

## Classifiche

### Classifiche settimanali
| Classifica (1994-2003) | Posizione massima |
| ---------------------- | ----------------- |
| Belgio (Fiandre)       | 3                 |
| Belgio (Vallonia)      | 33                |
| Cile                   | 6                 |
| Europa                 | 13                |
| Finlandia              | 7                 |
| Francia                | 21                |
| Italia                 | 2                 |
| Paesi Bassi            | 1                 |
| Svizzera               | 4                 |

### Classifiche di fine anno
| Classifica (1994) | Posizione |
| ----------------- | --------- |
| Europa            | 36        |
| Italia            | 6         |
| Svizzera          | 6         |
| Paesi Bassi       | 2         |
| Classifica (1995) | Posizione |
| Belgio (Vallonia) | 96        |